# Antilles (Schiff)
Die Antilles war ein 1953 in Dienst gestelltes Passagierschiff der französischen Reederei Compagnie Générale Transatlantique für den Liniendienst zu den Antillen. Ab den 1960er Jahren wurde das Schiff vermehrt für Karibik-Kreuzfahrten eingesetzt. Am 8. Januar 1971 lief die Antilles vor Mustique auf Grund und geriet in Brand. Ihr Wrack wurde aufgegeben.

## Geschichte
Die Antilles entstand in der Werft von Arsenal de Brest in Brest und lief am 29. April 1951 vom Stapel. Nach der Ablieferung an die Compagnie Générale Transatlantique (CGT) im Dezember 1952 nahm sie im März 1953 den Liniendienst zu den namensgebenden Antillen auf. Ihr im Jahr zuvor in Dienst gestelltes Schwesterschiff war die Flandre, die jedoch in Dunkerque gebaut worden war und zunächst im Liniendienst nach New York verkehrte.
Mit dem immer populärer werdenden Flugverkehr stand die Antilles seit den 1960er Jahren immer häufiger für Karibik-Kreuzfahrten im Einsatz. Während das Schwesterschiff Flandre bereits 1968 verkauft wurde, blieb die Antilles weiter für die CGT im Einsatz. Laut Aussage seiner Tochter lernte René Goscinny seine spätere Ehefrau 1964 während einer Kreuzfahrt auf der Antilles kennen.

## Havarie
Am 8. Januar 1971 befand sich die Antilles während einer weiteren Karibik-Kreuzfahrt auf dem Weg von La Guaira nach Barbados, als sie gegen 16 Uhr den Norden der Insel Mustique passierte und hierbei zu nah entlang der Küste fuhr. Das Schiff lief bei Position 12° 54′ 4″ N, 61° 10′ 44″ W auf ein Unterwasserriff, das nicht auf den an Bord vorhandenen Seekarten eingezeichnet war. Die Kollision beschädigte einen Öltank, dessen Inhalt sich anschließend durch die Hitze des Maschinenraums entzündete und einen Großbrand auslöste, der sich bald auf die gesamte Antilles ausbreitete. Dennoch gelang es, alle 635 Passagiere und Besatzungsmitglieder unverletzt zu retten. Mehrere Schiffe eilten zur Hilfe, darunter auch die Queen Elizabeth 2 der Cunard Line, und nahmen die Schiffbrüchigen auf.
Als Hauptursache für den Verlust der Antilles wurden die veralteten und ungenauen Seekarten an Bord genannt. Der Schiffsführung wurde vorgeworfen, trotz der ungenauen Kartierung zu nah an die Küste gefahren zu sein. Den Einheimischen auf Mustique waren die Untiefen bekannt. Ein örtlicher Funker sendete eine Warnung an die Antilles, die zu diesem Zeitpunkt jedoch bereits auf Grund gelaufen war.
Das Wrack der Antilles brannte sechs Wochen lang und stürzte teilweise in sich zusammen. Eine Bergung oder ein Abbruch der Überreste wurde nicht unternommen, das Schiff verfiel in den darauffolgenden Jahren und kann betaucht werden. Von Land aus sind die Wrackteile der Antilles nicht mehr zu erkennen. 
Das Schwesterschiff Flandre blieb noch 23 Jahre länger unter verschiedenen Namen und Eignern im Dienst, ehe es 1994 als Pallas Athena ebenfalls einem Großbrand zum Opfer fiel.